# Berlinpolis
berlinpolis e. V. war eine formal parteipolitisch ungebundene Lobbyistengruppe mit 10 Mitarbeitern, die laut Eigendarstellung „Politik für morgen“ gestalten mochte.
Die Gruppe wurde im Jahr 2000 vom Politikwissenschaftler Daniel Dettling mitgegründet (Sohn von Warnfried Dettling). Mitglieder waren unter anderem Politologen, Juristen, Journalisten und Selbstständige. Zum letzten Vorstand gehören Dettling und Esther Klein. Im Beirat saßen u. a. Rita Süssmuth, Horst Teltschik, Matthias Horx, Wolfgang Huber und Marianne Birthler. Im Mai 2010 wurde Berlinpolis aufgelöst. Von Dettling wurde unterdessen re:publik – Institut für Zukunftspolitik als ähnlich gelagertes Unternehmen, das jedoch kein Rechtsnachfolger ist, neu gegründet.

## Allgemeine Tätigkeiten und Finanzierung
Die Organisation plante und organisierte Kongresse, veröffentlichte Thesenpapiere, war Herausgeber des Magazins thinktank (dt. ‚Denkfabrik‘) und beriet Konzerne. Inhaltliche Schwerpunkte waren: Wissensgesellschaft, Bildung sowie Wirtschafts- und Sozialpolitik. Der Verein erhielt keine öffentlichen Mittel und finanzierte sich über Mitgliedsbeiträge und Projektmittel, deren Quellen nicht veröffentlicht wurden.

## Umstrittene Position zum Datenschutz
Anfang 2006 geriet der Verein durch einen Kommentar ihres Gründers Daniel Dettling, der in der Süddeutschen Zeitung erschien, in die öffentliche Diskussion. Darin forderte Dettling, im Rahmen der Terrorismusbekämpfung sämtliche Benutzeraktivitäten im Internet zu überwachen, um so potentielle Terroristen zu erkennen. Dies sei zwingend notwendig, weil das Internet als „Fernuniversität der Gewalt“ funktioniere.
Dettling forderte im Zuge dessen eine „Webanalyse“: Hierfür könnten „nahezu jegliche Daten, die im Internet zugänglich sind, benutzt werden: Häufigkeit der Klicks auf eine Internetseite, statistische Daten wie Umfrageergebnisse, Wahlbeteiligung und Mitgliedschaften“. Laut Dettling ließen sich dann „Querverbindungen erstellen, zum Beispiel zwischen Wahlbeteiligung und Arbeitslosigkeit, zwischen Straffälligkeit und Engagement in verschiedenen Organisationen, zwischen der Besucherhäufigkeit einer Website und der Entwicklung der dahinterstehenden Organisation, zwischen Aktivität in Online-Foren und Engagement in realen Vereinigungen“.
In vielen Internet-Communities stießen solche Pläne auf scharfe Kritik, da nach Ansicht der Teilnehmer die vollständige Überwachung einen massiven Eingriff in die Privatsphäre darstellt und somit das Potential zum Missbrauch (z. B. Umgehung des Datenschutzes) eröffnen würde.

## Heimliche Lobbyarbeit
Im Mai 2009 deckte die Anti-Lobby-Initiative Lobbycontrol auf, dass Berlinpolis im Jahr 2007 im Auftrag der Lobby-Agentur „European Public Policy Advisers GmbH“ (EPPA) für die Deutsche Bahn AG während der Auseinandersetzung um die Privatisierung und dem Tarifkonflikt zwischen der Bahn und der Gewerkschaft Deutscher Lokomotivführer (GDL) massive, verdeckte Täuschungskampagnen ausgeführt hat (siehe: PR-Affäre der Deutschen Bahn).
Im Juli 2009 wurde von Lobbycontrol aufgedeckt, dass der Verband der Deutschen Biokraftstoffindustrie e. V. im Jahre 2008 über mehrere Monate hinweg eine Kampagne durchführen ließ, welche die öffentliche Meinung zum Thema Biokraftstoff verbessern sollte (siehe: Bio-Kraftstoff-Affäre).